# Temecula
Temecula è una città degli Stati Uniti, situata nel sud-est della California, nella contea di Riverside.
Qui ha sede il movimento legato al testo di channelling Un corso in miracoli.
É la sede dell'azienda Quicksilver Mfg, produttrice di ultraleggeri.
In questa città venne girato un episodio della serie TV Gli invasori con Roy Thinnes.